# Quận của tỉnh Tarn-et-Garonne
2 quận của tỉnh Tarn-et-Garonne of Pháp gồm:
1. Quận Castelsarrasin, (quận lỵ: Castelsarrasin) với 12 tổng và 103 xã. Dân số của quận này là 68.412 người năm 1990, 68.656 người năm 1999, tăng trưởng dân số là 0.36%.
2. Quận Montauban, (tỉnh lỵ của tỉnh Tarn-et-Garonne: Montauban) với 18 tổng và 92 xã. Dân số của quận này là 131.808 người năm 1990, và 137.378 người năm 1999, tăng trưởng dân số là 4.23%.